# مانغوياغ اغوستو
مانغوياغ اغوستو (بالإسبانية: Augusto Mainguyague)‏ (9 أكتوبر 1985 بابولاي في الأرجنتين - ) هو لاعب كرة قدم أرجنتيني في مركز الدفاع. لعب مع انيستتوتو ونادي بوليفار ونيولز أولد بويز وIndependiente Rivadavia ‏ وCentral Córdoba de Santiago del Estero ‏.

## روابط خارجية
- مانغوياغ اغوستو على موقع إي إس بي إن إف سي (الإنجليزية)
- مانغوياغ اغوستو على موقع قاعدة بيانات كرة القدم.إي يو (الإنجليزية)